# 马赛昂博韦西
马赛昂博韦西（法語：Marseille-en-Beauvaisis，法語發音：[maʁsɛj ɑ̃ bovɛzi]），法国北部市镇，位于上法兰西大区瓦兹省，隶属于博韦区，其市镇面积为8.26平方公里，2022年1月1日时人口数量为1,426人，在法国城市中排名第7,073位。
马赛昂博韦西位于瓦兹省西北部，距离省会博韦约20公里，是一个区域性的交通枢纽。

## 地名来源
法国大革命期间，马赛昂博韦西曾被更名为“小马赛”（Marseille-le-Petit）。
尽管名称中带有“马赛”一名，但尚无资料证明此处的“马赛”与法国南部同名城市有直接关联。
《世界地名翻译大辞典》、《法国地图册》以及中文谷歌地图等资料将该地译为“马赛-昂博韦西”，但事实上该地并非由“马赛”和“昂博韦西”两地合并而成。“博韦西”是当地附近区域的名称，其首府即博韦。而按照现代汉语翻译习惯，Marseille-en-Beauvaisis可被意译为“博韦西地区马赛”或“博韦西地区马尔萨耶”。

## 历史
马赛昂博韦西历史上长期为一处普通村落，中世纪末曾为一处封建领地，当地领主在此修建了防御工事。法国大革命后，马赛昂博韦西成为瓦兹省的一个市镇。工业革命期间，连接巴黎和勒特雷波尔之间的铁路建成并由此通过。20世纪后，当地人口数量略有增加，并逐渐发展成为博韦的一个远郊卫星城。

## 地理

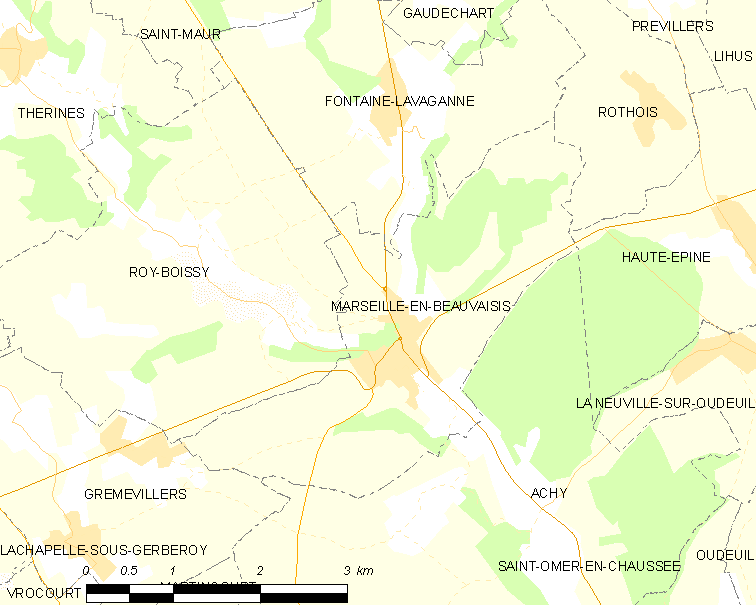
马赛昂博韦西市镇范围地图

马赛昂博韦西位于法国北部，上法兰西大区西南部和瓦兹省西部，距离省会博韦大约20公里。与马赛昂博韦西接壤的市镇包括：阿希、方丹拉瓦加讷、格雷梅维莱尔、欧特埃皮讷、罗图瓦、鲁瓦布瓦西。

### 地形
马赛昂博韦西位于法国北部皮卡第平原西南，境内以浅丘为主，市镇中心地势较为平坦，全境海拔在105到187米之间。

### 水文
小泰兰河自西北向东南流经境内，该河是泰兰河的左岸支流，属于塞纳河水系。

### 植被
马赛昂博韦西属于温带阔叶混交林区，林地广泛分布于河流附近以及市镇中心周边地区。
在鲜花城市的评比中，马赛昂博韦西暂未被评级。

### 气候
马赛昂博韦西在柯本气候分类法中属于温带海洋性气候。

## 行政区划
马赛昂博韦西是法国上法兰西大区瓦兹省的一个市镇，编号为60387。马赛昂博韦西隶属于博韦区、瓦兹省第一选区以及格朗维利耶县，同时也是绿色皮卡第市镇公共社区的组成部分。
法国国家统计与经济研究所（简称）在进行数据统计时，将包括马赛昂博韦西在内的周边共125个市镇划为博韦城市区。自2020年起，马赛昂博韦西城市区被包含162个市镇的博韦城市辐射区代替。此外，还将马赛昂博韦西市镇整体看作一个“块区”（IRIS）。

## 交通

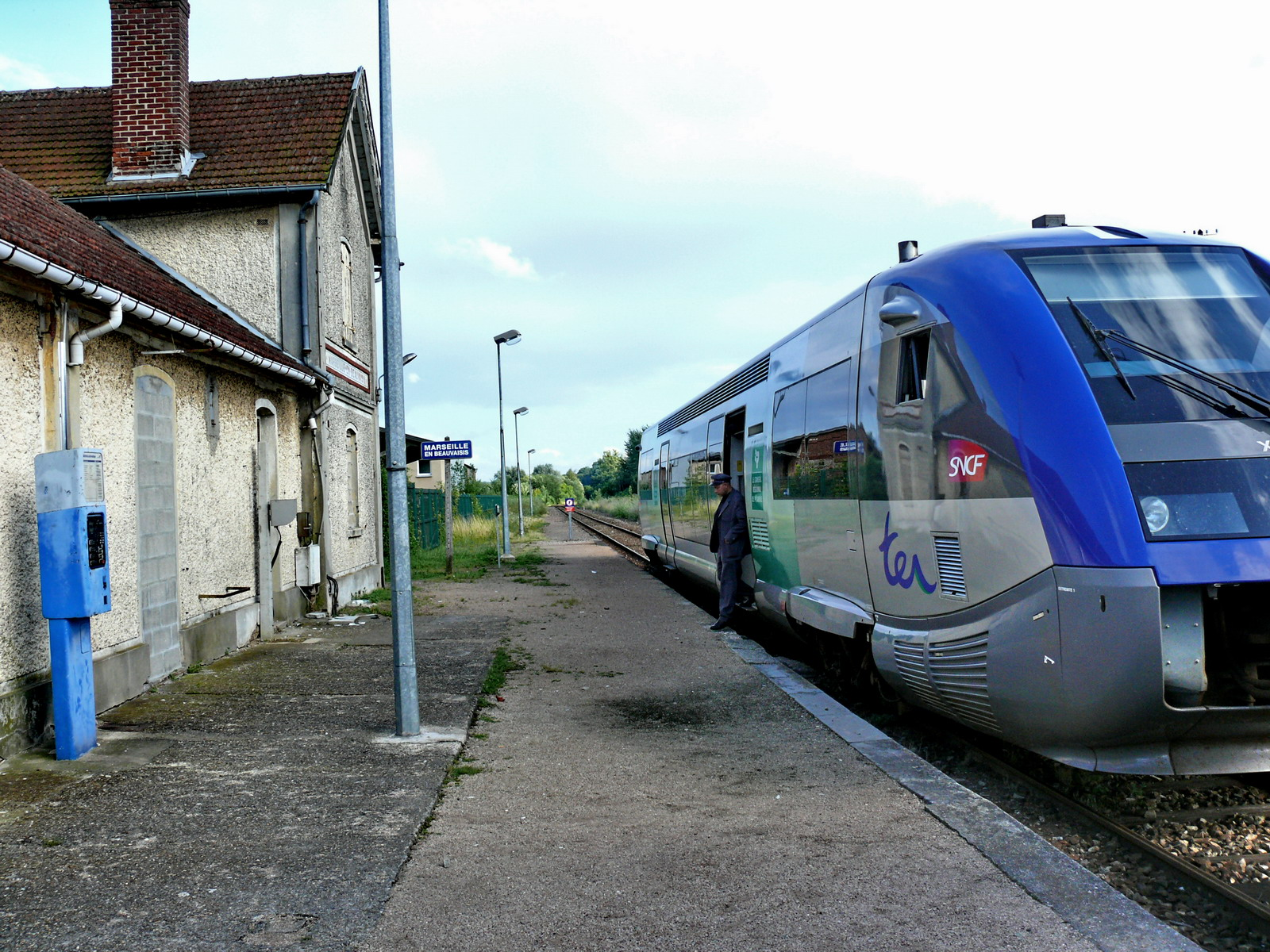
马赛昂博韦西火车站停靠的一辆区域列车

### 公路
多条瓦兹省省道在马赛昂博韦西境内交汇，上法兰西大区下属的城际客运提供巴士线路，可前往周边部分市镇。
2017年，76.6%的马赛昂博韦西家庭拥有至少一辆私人汽车。2018年，马赛昂博韦西境内共发生各类交通事故1起，造成1人受伤。

### 铁路
马赛昂博韦西位于埃皮奈-维勒塔讷斯－勒特雷波尔-梅尔斯铁路上。马赛昂博韦西站位于市区南部，是一个无人看守的铁路乘降所，停靠往返于博韦和勒特雷波尔一线的区域列车。

### 航空
距离马赛昂博韦西最近的民用航空站为博韦-蒂耶机场，距离马赛昂博韦西市中心的公路里程约19公里。

### 城市公共交通
截至2021年8月，马赛昂博韦西暂无城市公共交通系统。

## 政治
马赛昂博韦西的现任市长为桑德里娜·锡里耶女士（Sandrine Cirier），她是一名无党派人士，在2020年的市政选举中获得了100%的支持率（无其他候选人）。
在2017年的法国总统大选中，法国极右翼政党国民阵线主席玛丽娜·勒庞在马赛昂博韦西获得了61.4%的支持率。

## 人口
2018年，马赛昂博韦西市镇人口数量为1,476，在法国排名第7,073位。其中男性746人，女性736人，75岁及以上人口占6.9%，外籍人口数量为336人，人口密度为179人/平方公里，当地居民被称为（男性）或（女性）。2019年，马赛昂博韦西境内出生10人，死亡人口27人。
| 年份   | 1936 | 1946 | 1954 | 1962 | 1968 | 1975 | 1982 | 1990 | 1999 | 2006  | 2007  | 2012  | 2017  | 2018  |
| ------ | ---- | ---- | ---- | ---- | ---- | ---- | ---- | ---- | ---- | ----- | ----- | ----- | ----- | ----- |
| 人口數 | 707  | 795  | 741  | 698  | 727  | 889  | 955  | 973  | 954  | 1,132 | 1,157 | 1,355 | 1,482 | 1,476 |

## 经济
截止2021年8月，马赛昂博韦西共有112家用人单位或自雇。

## 财政收入
2019年，马赛昂博韦西的财政收入总额为1,162,560欧元，财政支出总额为1,251,190欧元，当年的债务总额为550,160欧元。 2020年，马赛昂博韦西共获得435 127欧元的国家财政补助，比上一年增加了0.07%。
2019年，马赛昂博韦西的家庭平均月收入总额为1,577欧元，低于法国平均水平（2,318欧元）。
2017年，马赛昂博韦西境内的青壮年（15至64岁）失业率为20.8%，当地36.1%的家庭拥有纳税资格，平均纳税1,731欧元，低于法国平均水平（3,888欧元）。

## 社会事务

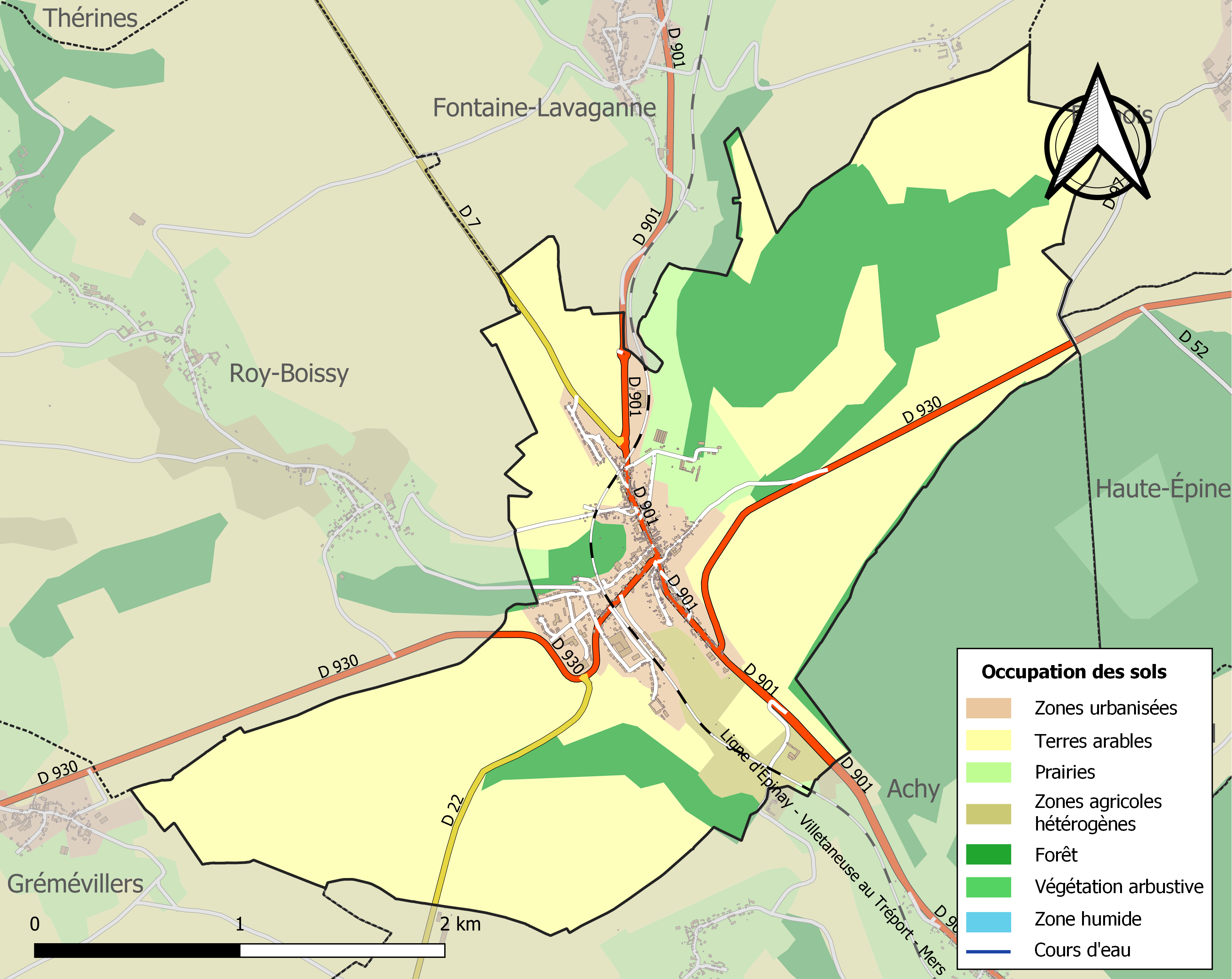
马赛昂博韦西土地利用情况地图

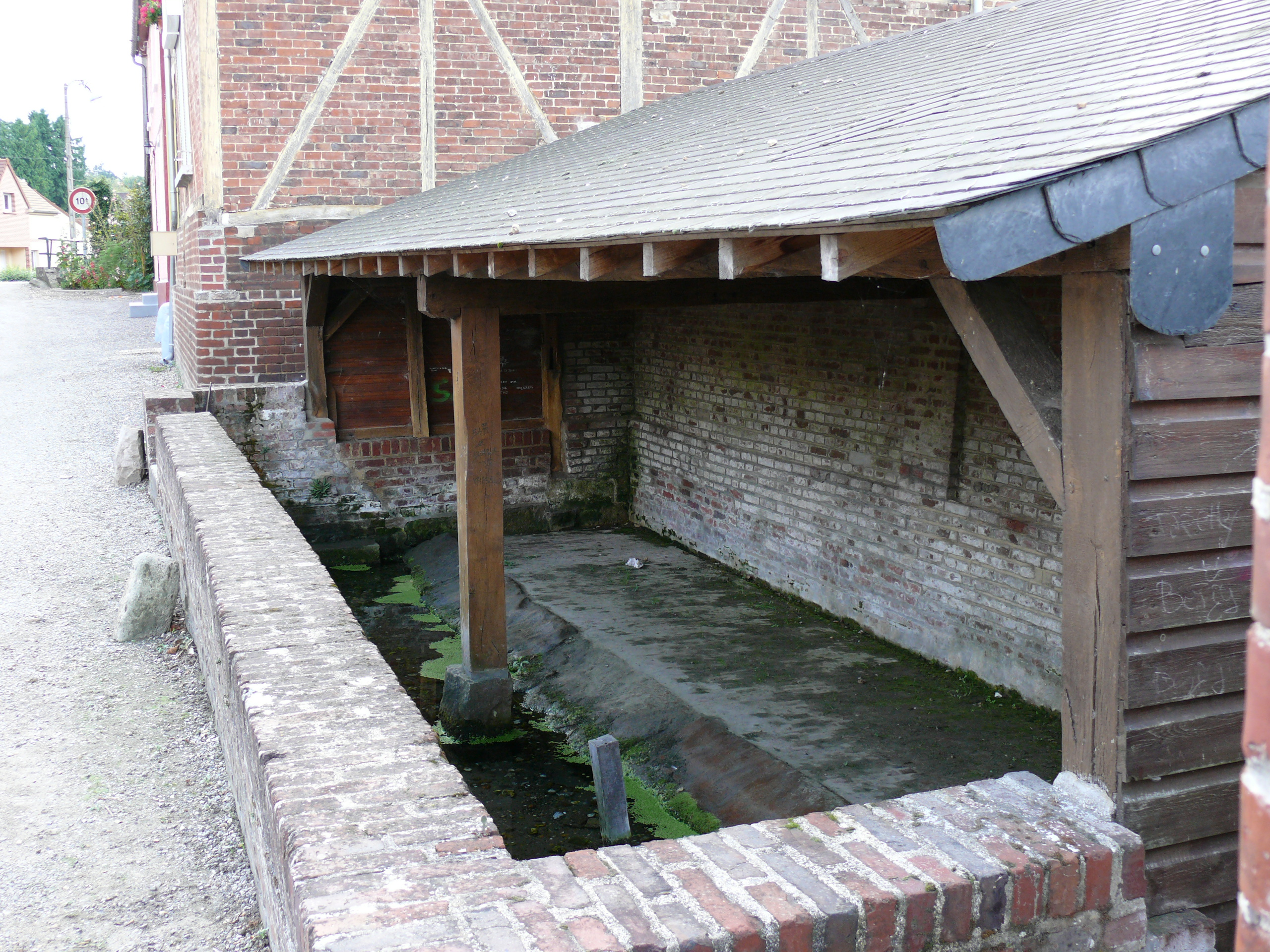
马赛昂博韦西的一处浣溪池

### 教育
马赛昂博韦西属于亚眠学区。截止2019年1月1日，马赛昂博韦西境内共有1所小学和1所初级中学。 2018至2019学年度，马赛昂博韦西境内共有在校中等教育阶段学生434名。

### 医疗
截止2019年1月1日，马赛昂博韦西境内共有全科医生4名、牙医1名以及护士4名。境内共有药房1家、养老院1家。
距离马赛昂博韦西最近的区域性医疗机构为“大克雷沃克尔中心医院”（Centre Hospitalier de Crévecœur-le-Grand），其主病区“让-巴蒂斯德·卡龙医院”（Hôpital de Jean-Baptiste Caron）位于大克雷沃克尔，距离马赛昂博韦西市区的正常车程约10分钟，该院设有床位270个，是当地规模最大的公立综合性医院。

### 住房
2017年，马赛昂博韦西境内共有各类住房649套，其中64.6%为独立式居民区，35.3%为集中式居民区。常住房屋占马赛昂博韦西市镇范围内居民建筑总量的90.6%。
在住房保障政策方面，2017年，马赛昂博韦西境内共有182户家庭获得了住房经济补助，受益人数占总人口数量的12.3%，其中169份为房租补助。

### 商业
2019年，马赛昂博韦西境内共有各类实体商铺34家，其中餐厅4家、大型超市1家、杂货店1家、面包房1家、书店1家、银行门店2家、美容美发店4家、汽车维修店2家。镇中心北部建有Intermarché超市。

### 体育
2019年，马赛昂博韦西境内共有1间体育馆、2处网球场以及1处足球或橄榄球场。
截至2021年8月，马赛昂博韦西体育联盟（U.S. Marseille-en-Beauvaisis）是当地唯一的注册足球队，2021至2022赛季参加上法兰西大区足球联赛。

### 环境
马赛昂博韦西的环境事务由其所属的公共社区负责。2019年，马赛昂博韦西境内暂无污染企业。

### 治安
2019年，马赛昂博韦西市镇范围内有1处宪兵队。
2014年，马赛昂博韦西及附近地区共发生各类案件3,033起，其中盗窃类案件2,010起，经济类案件313起，毒品交易类案件95起。

## 文化

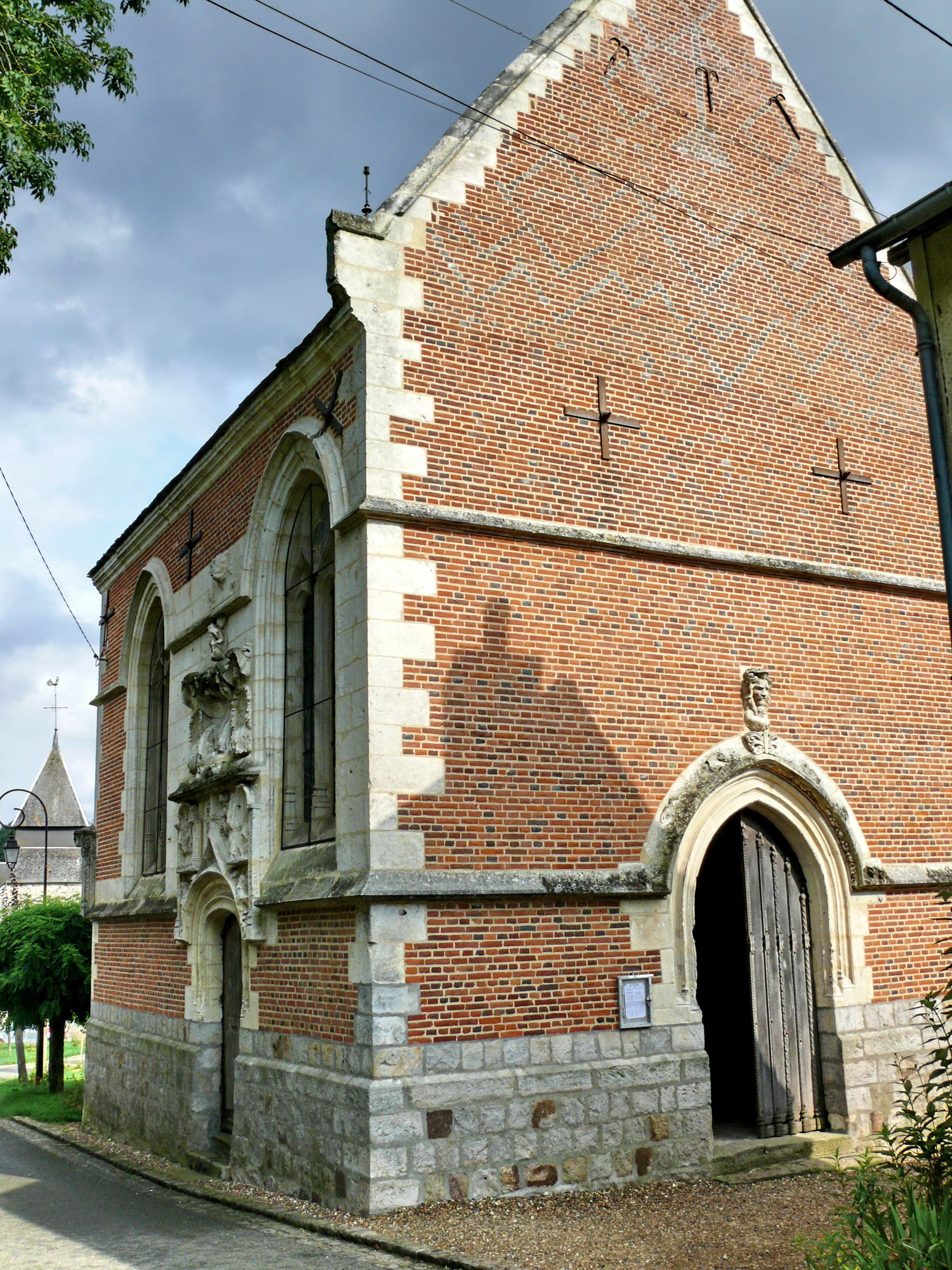
圣奥斯蒂小教堂

2019年，马赛昂博韦西境内暂无任何文化设施。马赛昂博韦西市政府提供多媒体中心，向公众全年开放。

### 建筑
马赛昂博韦西境内有多处法国国家文物保护单位，其中圣马丁教堂（Église Saint-Martin）、圣奥斯蒂小教堂（La chapelle des Saintes-Hosties）等为当地的代表性建筑物。

### 旅游
马赛昂博韦西的旅游事务由其所属的公共社区负责。2020年，马赛昂博韦西境内暂无任何游客接待设施。

### 媒体
法国主要的媒体均可在马赛昂博韦西接收，法国电视三台下属的上法兰西大区频道在部分时段播出马赛昂博韦西所属区域的地方新闻。

## 友好城市
截至2021年8月，马赛昂博韦西暂未建立任何友好城市关系。